# Distrito de Pampas (Pallasca)
El distrito de Pampas es uno de los once que conforman la provincia de Pallasca, ubicada en el Departamento de Ancash, en el Perú. Limita por el norte con el Departamento de la Libertad; por el este con el Distrito de Conchucos; por el sur con los distritos de Lacabamba y Pallasca; y por el oeste con el Departamento de la Libertad.
Pampas es el distrito más poblado de la provincia de Pallasca, con una población de 8502 habitantes, según datos INEI; con una extensión de 438.18 km²; constituyéndose en el segundo distrito más grande en extensión de la provincia de Pallasca y se encuentra a una altitud aproximada de 3190 m s. n. m.
Fue creado por Ley N.º 2971 del 16 de diciembre de 1918, en el gobierno del Presidente José Pardo y Barreda.
Lugares Turísticos 
Restos Arqueológicos de Huachaper y Alto Llama.
Catarata de Huambavalle.
Puente Ondo.
Pampa de Chagavara.
Aguas termales de Cochaconchucos.
Tres lagunas.
Laguna de pelagatos.
Alto Pushaquilca 
Laguna Misha.

## Autoridades

### Municipales
- 2023-2026[2]
  - Alcalde: Abraham Juárez Gabriel, del Partido Político Somos Perú.
  - Regidores: Heber Rosales Díaz, Luz Clarita Yupanqui Gonzales, Kenedy Paredes Bordonabe, Michael Lizandro Fermín Pascual, Iluisis Wilmer Díaz Gabriel.
- 2023-2026
  - Alcalde: Abraham Juárez Gabriel.